# 철권 태그 토너먼트 2
《철권 태그 토너먼트 2》(Tekken Tag Tournament 2)는 반다이 남코 사에서 만든 철권6의 후속작으로, 역대 철권 시리즈에 나왔던 대부분의 캐릭터와 콘솔판에서는 일부 외전 형태의 신캐릭터를 포함하여 이 게임에 출연하고 있다. 철권6의 시스템과 그래픽을 바탕으로 제작되었으며 기존의 철권 태그 토너먼트 1과는 또 다른 타격감과 느낌을 주고 있다. 2VS2로 경기를 할 수 있고 아케이드 버전의 철권 태그 토너먼트 2 언리미티드(Tekken Tag Tournament 2 Unlimited)에서는 1VS2, 2VS2, 1VS1로 대전을 할 수 있는 기능을 가지고 있다. 2011년 9월 14일 일본에서 출시되어 이후 한국에도 정식 서비스를 시작하였다.

## 등장 인물
- 로저 주니어
- 모쿠진
- 레이븐
- 요시미츠
- 브루스 어빈
- 잭-6
- 스티브 폭스
- 브라이언 퓨리
- 폴 피닉스
- 마샬 로우
- 밥[2]
- 미겔 까바예로 로호
- 니나 윌리엄스
- 안나 윌리엄스
- 왕 진레이
- 링 샤오유
- 카자마 아스카
- 리리 로슈포르[3]
- 미시마 카즈야
- 라스 알렉산데르손
- 카자마 준
- 오우거
- 미시마 헤이하치
- 미시마 진파치
- 카자마 진
- 알리사 보스코노비치
- 데빌 진
- 제이시 - 줄리아가 변장한 모습.[4]
- 킹
- 아머킹
- 크레이그 마덕
- 간류
- 레오 클리젠[5]
- 자피나
- 화랑
- 백두산
- 에디 골드
- 크리스티 몬테이로
- 리 차오랑
- 세르게이 드라그노프
- 레이 우롱
- 펭 웨이
- 쿠마
- 팬더

### 콘솔판 추가 캐릭터
미셸,에이션트오우거,쿠니미츠,엔젤은 DLC이며 미하루, 세바스찬, 보스코노비치, 언노운, 슬림밥, 바이올렛은 ULC로 나머지 4명은 기본으로 추가되어 있다.
- 포레스트 로우
- 미셸 창
- 쿠니미츠
- 엔젤
- 타이거 잭슨
- 알렉스
- 에이션트 오우거
- 프로토타입 잭
- 컴봇
- 언노운
- 슬림 밥(철권6 엔딩에서 나온 살 빠진 밥)
- 세바스찬 - 리리의 집사
- 보스코노비치 - 콘슬판 3에 출전,TT의 테켄볼링 카메오.
- 히라노 미하루 - 샤오유의 동창
- 바이올렛 - 리가 변장한 모습.

### 철권 태그 토너먼트 2 보스 언노운
철권 태그 토너먼트 1의 라스트 보스로 등장해 일부 캐릭터의 기술들을 카피언노운의 공격 속도, 일부 기술들에 차이가 있다.

## 스테이지
- Arctic Dream(아크틱 드림, アークティク・ドリーム) -  핀란드

크리스마스의 북극 스테이지이다. 크리스마스답게 산타할아버지와 순록이 있으며 얼음 조각이나 조명이 있다. 밤하늘에는 오로라가 있으며 때로는 썰매에 탄 산타할아버지가 출현한다.
- Arena(아레나, アリーナ) -  일본 도쿄

철권 태그 토너먼트의 콜로시엄 스테이지이다.
- Bountiful Sea(바운티풀 시, バウンティフル・シー) - 남태평양

厳竜丸라는 이름의 고기잡이 배로 가다랑어 낚시를 하고 있는 상황의 스테이지이다. 양쪽 사리드에는 이 고기잡이 어법을 하고 있는 어부가 있으며 뭔가를 말하거나 때로는 떨어져버리기도 한다. 싸우지 않을 때에는 간류 본인이 밖에 있는 뱃머리의 대좌에서 깃발을 흔든다. 간류를 플레이어나 상대가 플레이할 때에는 그 곳에는 없어진다.
- Coastline Sunset(코스트라인 선세트, コーストライン・サンセット) -  필리핀

가정용판의 신규 스테이지이다. 해질녘의 필리핀의 해안 도로의 스테이지이다. 스테이지의 양쪽 사이드에는 이동식 집이나 차가 많이 나열되어 있다. 버스가 충돌해서 쓰러진 간판이 가로놓아져있다.
- Condor Canyon(콘도르 캐니언, コンドル・キャニオン) -  콜롬비아

미국의 그랜드 캐니언을 모티브로 한 스테이지이다. 독수리나 미어캣이 생식하고 있으며 발코니 브레이크가 가능하며 그 아래에는 공룡 화석이 있다.
- Dusk after the Rain(더스크 애프터 더 레인, ダスク・アフター・ザ・レイン) -  중국

중화요리점의 테라스 스테이지이다. 발코나 브레이크가 가능하며 그 아래에는 이동집 등이 있으며 지면은 비 갠 뒤의 물웅덩이가 있다.
- Eternal Paradise→영원한 천국(이터널 파라다이스, エターナル・パラダイス) -  피지

남쪽 나라 리조트 땅 스테이지이다. 비키니 모습의 여성들이 앉아있으며 캐릭터가 가까워지면 수영장으로 떨어져버린다. 수영장에는 돌고래가 있다.
- Extravagant Underground(익스트래버건트 언더그라운드, エキストラヴァガント・アンダーグラウンド) -  러시아

가정용판의 신규 스테이지이다. 브루주아한 내관의 역의 플랫폼이다. 벽을 부수는 것이 가능하다. 다운로드 컨텐츠로 확인되고 있다.
- Festive Parade(페스티브 퍼레이드, フェスティヴ・パレード) -  미국

호텔의 테라스 스테이지이다. 밖에는 풍선 퍼레이드를 하고 있다. 큰 창문을 부술 수가 있으며 그것을 하면 호텔 속에 있던 사람들이 비명을 지르면서 도망친다.
- Fireworks Over Barcelona(파이어워크스 오버 바르셀로나, ファイヤーワークス・オーヴァー・バルセロナ) -  스페인

가정용판의 신규 스테이지이다. 플라멩코 무대가 있는 스페인의 바이며 가게 이름은 ‘ROSA FLAMENCO(로사 플라멩코)’이다. 밖에는 사그라다 파밀리아가 보이며 밤하늘에는 불꽃이 터지고 있다. 발코니 브레이크가 가능하며 주위에 화단이 있는 정원에서 싸우게 된다. 。
- Fontana di Trevi(폰타나 디 트레비, フォンタナ・ディ・トレヴィ) -  이탈리아

트레비 분수 스테이지이다. 주위에는 사람들이 응원하고 있다.
- Historic Town Square(히스토릭 타운 스퀘어, ヒストリック・タウン・スクエア) -  독일

브레멘 스테이지이다. 주위에는 채소나 빵의 포장마차, 카페 테라스, 오르골을 울리게 하는 사람, 비눗방울을 불고 있는 사람, 꽃장수 여성이 있다. 시간이 지나면 브레멘 음악대에 나오는 동물등이 등장한다.
- Moai Excavation(모아이 엑스케베이션, モアイ・エキスカヴェーション) -  칠레

가정용판의 신규 스테이지이다. 모아이 석상의 복원 작업장이다. 바닥 부수기 스테이지 기믹이 가능하다. 다운로드 컨텐츠로 확인되고 있다.
- Modern Oasis(모아이 오아시스, モダン・オアシス) -  사우디아라비아

가정용판의 신규 스테이지이다. 고층 빌딩의 대형 엘리베이터이다. 다운로드 컨텐츠로 확인되고 있다.
- Moonlit Wilderness (문리트 와일더네스, ムーンリット・ウィルダーネス) -  영국

달빛이 비치는 유적 스테이지이다. 비둘기가 곳곳에 있다. 벽을 부술 수가 있다.
- Odeum of Illusions(오데움 오브 일루션즈, オデオン・オヴ・イリュージョンズ) -  폴란드

가정용판의 신규 스테이지이다. 매직 쇼를 개최하고 있는 극장 대 홀이다. 시간이 지나갈수록 무대에 있는 마술사가 다양한 마술을 선보인다. 객석 위에는 공중부양을 하고 있는 미녀 두명이 있다. 다운로드 컨텐츠로 확인되고 있다.
- Riverside Promenade(리버사이드 프롬나드, リヴァーサイド・プロメナード) -  프랑스

가정용판의 신규 스테이지이다. 센강이 흘러가는 비의 파리의 다리이다. 발코니 브레이크가 가능하며 그 아래에서 싸우게 된다. 밖에는 에펠탑이 보인다.
- Sakura Schoolyard (사쿠라 스쿨야드, サクラ・スクールヤード) -  일본 가나가와현 요코스카시

미시마 고등전문학교의 교정 스테이지이다. ‘제33회 미시마 고등전문학교 졸업식’의 상황이다. 주위에 있는 선생님이나 학생들 속에 판다가 있다. 판다를 플레이어나 상대가 플레이하면 거기에서 없어진다.
- Snoop Dogg(스눕 독, スヌープ・ドッグ) -  미국

미국의 힙합 음악가인 스눕 독과 컬래버레이션한, 황금으로 빛나는 스테이지이다. 스테이지 사이드에는 스눕 독 본인도 등장하고 있다. 가정용에 초도 봉입 특전의 다운로드를 입력하는 것으로 얻을 수 있다.
- Strategic Space (스트래티직 스페이스, ストラテジック・スペース) -  아랍에미리트 두바이

랜덤 선택 전용 스테이지이다. 트레이닝 스테이지 식이다. 발코니 브레이크와 벽 파괴와 회색 마루를 쳐서서 부스는 스테이지 기믹이 가능하다.
- Tempest(템페스트, テンペスト) -  노르웨이

폭풍 속의 석유 굴착용 플랫폼 스테이지이다. 발코니 브레이크가 가능하다.
- Tropical Rainforest (트로피컬 레인포레스트, トロピカル・レインフォーレスト) -  브라질

가정용판의 신규 스테이지이다. 발코니 브레이크가 가능하며, 아래에는 바이올렛 시스템 사의 연구소가 있는 열대우림이다.
- Tulip Festival (튤립 페스티벌, チューリップ・フェスティヴァル) -  네덜란드

가정용판의 신규 스테이지이다. 축제를 하고 있는 네덜란드의 튤립 밭이다.
- Wayang Kulit (와양 쿨릿, ワヤン・クリ) -  인도네시아

밤 속의 현장 스테이지이다. 주위에는 와양 쿨릿, 가믈란을 연주하는 사람들이 있으며 하늘에는 스카이 랜턴이 많이 떠 있다.
- Winter Palace (윈터 팰러스, ウィンター・パレス) -  캐나다

지금은 페허가 되어 있는 성 스테이지이다. 겨울이기 때문에 곳곳에 얼음이 있다. 발코니 브에리크가 가능하다.
- Hall of Judgement(홀 오브 저지먼트, ホール・オヴ・ジャッジメント) -  일본 나라현 나라시

미시마 진파치, 미시마 헤이하치의 전용 스테이지이다. 일본의 절을 모티브로 했다. 바닥 파괴가 가능하다.
- Naraku(나락, 奈落) -  일본 나라 현 나라 시

트루 오우거 전용 스테이지이다. 지옥을 연상시키는 스테이지이다.
- Heavenly Garden (헤븐리 가든, ヘヴンリー・ガーデン) -  [[|]] 지역 불명

카자마 준의 전용 스테이지이다. 연꽃이 몇개 정도 배치되어 있으며 지면에는 샘물로 되어 있다. 천국을 연상시키는 스테이지이다.
- Fallen Garden (폴른 가든, フォーレン・ガーデン) -  [[|]] 지역 불명

언노운의 전용 스테이지이다. 카자마 준에게 승리하면 그녀는 언노운으로 변신한다. Heavenly Garden이 꺼림칙하게 변모된 지옥을 연상시키는 스테이지이다. 샘물로 되어 있는 지면은 보라색으로 물들며 싸움이 진행될수록 플레이어와 상대가 보라색에 물들어버린다.

## 평가
| 통합 점수      | 통합 점수                                 |
| 통합사         | 점수                                      |
| -------------- | ----------------------------------------- |
| 메타크리틱     | (Wii U) 83/100 (X360) 83/100 (PS3) 82/100 |
| 평론 점수      |                                           |
| 평론사         | 점수                                      |
| 에지           | 7/10                                      |
| 유로게이머     | 8/10                                      |
| 패미츠         | 39/40                                     |
| G4             | 4/5                                       |
| 게임 인포머    | 8.5/10                                    |
| 게임스팟       | 8.5/10                                    |
| 게임스레이더+  | [ 15 ]                                    |
| 게임트레일러스 | 8.7/10                                    |
| 자이언트 밤    | [ 17 ]                                    |
| IGN            | 7.5/10                                    |
| Joystiq        | [ 19 ]                                    |

| 수상            | 수상                          |
| 평론사          | 수상                          |
| --------------- | ----------------------------- |
| Machinima.com   | Best Fighting Game of E3 2012 |
| Game Informer   | Best Fighting                 |
| GameSpot        | Fighting Game of the Year     |
| Digital Trends  | Best Fighting Game            |
| Game Revolution | Best Fighting Game 2012       |